# Nils Jonas Leander
Nils Jonas Leander, född 14 november 1761, död 20 januari 1821 i Traryds församling, Kronobergs län, var en svensk präst.

## Biografi
Nils Jonas Leander föddes 1761. Han var son till kyrkoherden Johan Lorenz Leander och Brita Catharina Wernell i Ås församling. Leander blev [student vid Lunds universitet 1782 och dispituerade 1783. Han tog sistnämnda år filosofie kandidatexamen. Leander prästvigdes 11 december 1786 och blev huspredikant hov hovmarskalken greve J. G. Bonde på Toftaholm. År 1789 dispituerade igen och avlade 1793 magisterexamen. Han blev 1800 komminister i Traryds församling och tog pastoralexamen 1804. Leander blev 1820 kyrkoherde i Göteryds församling (avled för tillträdet 1 maj 1822). Han avled 1821 i Traryds församling.

### Familj
Leander gifte sig 28 oktober 1800 med Ulrika Eleonora Bergmark (1783–1820). Hon var dotter till rektorn Erik Bergmark och Elisabet Nubb på Visingsö. De fick tillsammans Erik Niklas Leander (född 1803), Brita Elisabet (född 1807) som gifte sig med kyrkoherden Pehr Lundeberg i Bolmsö församling, Johanna Christina Leander (född 1810) som gifte sig med länsmannen C. G. Hultstein i Traryds församling och Carl Jonas Leander (född 1815).